# Aramidopsis plateni
Aramidopsis plateni là một loài chim trong họ Rallidae.
Đây là thành viên duy nhất của chi Aramidopsis đơn loài. Nó là một loài đặc hữu của Indonesia tìm thấy trong thực vật dày đặc ở các khu vực ẩm ướt của Sulawesi và Buton gần đó. Chúng có phần dưới bụng màu xám, cằm màu trắng, cánh màu nâu và một mảng màu đỏ heo trên sau cổ. Chim trống và chim mái tương tự nhau, nhưng chim mái có một mảng trên cổ nhạt hơn và mỏ và mống mắt màu khác.